# Ermesinda z Bigorre
Ermesinda z Bigorre (aragonsky: Ermisenda de Bigorra), rozená Gerberga nebo Gisberga (1015 – 1. prosince 1049), byla první aragonskou královnou, dcerou hraběte Bernarda Rogera z Bigorre a jeho manželky Garsendy z Bigorre. Byla členkou rodu Foix, sestrou hraběte Bernarda II. z Bigorre, hraběte Rogera I. z Foix a pravděpodobně navarrské královny Štěpánky, manželky krále Garcíi Sáncheze III. Navarrského.
Ještě jako Gerberga se 22. srpna 1036 provdala za krále Ramira I. Aragonského. Po svatbě si změnila jméno na Ermesinda. Za třináct let manželství se páru narodilo několik potomků:
- Sancho Ramírez
- García Ramírez
- Tereza Aragonská
- Sancha Aragonská
- Urraca Aragonská

Všechny Ermesindiny děti se dožily dospělosti. Ona sama zemřela 1. prosince 1049 a byla pohřbena v opatství San Juan de la Peña. Její manžel se o čtyři roky později oženil s Anežkou Akvitánskou.